# Bulvavan
Bulvavan är en sjö i Malå kommun i Lappland och ingår i Umeälvens huvudavrinningsområde. Sjön har en area på 0,119 kvadratkilometer och ligger 350,8 meter över havet. Bulvavan ligger i Vindelälven Natura 2000-område. Sjön avvattnas av vattendraget Mattjokbäcken (Kvarnbäcken).

## Delavrinningsområde
Bulvavan ingår i det delavrinningsområde (724003-161667) som SMHI kallar för Inloppet i Bulven. Medelhöjden är 371 meter över havet och ytan är 10,08 kvadratkilometer. Det finns ett avrinningsområde uppströms, och räknas det in blir den ackumulerade arean 18,44 kvadratkilometer. Mattjokbäcken (Kvarnbäcken) som avvattnar avrinningsområdet har biflödesordning 3, vilket innebär att vattnet flödar genom totalt 3 vattendrag innan det når havet efter 257 kilometer. Avrinningsområdet består mestadels av skog (67 procent) och sankmarker (28 procent). Avrinningsområdet har 0,36 kvadratkilometer vattenytor vilket ger det en sjöprocent på 3,6 procent.